# Гай Юлий Гигин
Гай Ю́лий Гиги́н (лат. Gaius Iulius Hyginus; умер в 17 году, Рим, Римская империя) — древнеримский эрудит и писатель, современник Октавиана Августа.

## Биография
В современной историографии считается, что Гай Юлий Гигин, предположительно, мог происходить из египетской Александрии, либо из Ближней или Дальней Испании. Известно, что Гигин являлся учеником Александра Полигистора.
Согласно беглому сообщению Светония, он был освобождён из рабства императором Октавианом Августом и назначен главой Палатинской библиотеки. Возможно, имя Гая Юлия упоминается в одной надписи из Рима, датируемой первой половиной I века, где он значится в числе прочих знатных вольноотпущенников.
В честь Гигина назван один из лунных кратеров и астероид (12155) Гигин.

## Сочинения
Авторство многих сочинений Гая Юлия Гигина оспаривается и приписывается Псевдо-Гигину, в частности «Мифы» (Fabulae) и «Астрономия» (De Astronomia).
Гигин был автором множества сочинений, до нас не дошедших:
- De viris Claris;
- Exempla;
- De familiis Troianis;
- Genealogiae;
- De origine et situ urbium Italicarum;
- De proprietatibus deorum;
- De dis penatibus;
- De agricultura;
- De apibus;
- комментарий к Propempticon Pollionis Гая Гельвия Цинны.

Хотя подлинные его сочинения сохранились только во фрагментах (собрание Петера включает 17 фрагментов, собрание Фунайоли — 23 фрагмента), под его именем известен ряд текстов, написанных позже разными авторами.